# Lezayre
Lezayre è una parrocchia dell'Isola di Man situata nello sheading di Ayre con 1 282 abitanti (censimento 2011).
Il territorio della parrocchia è prevalentemente montagnoso e al suo interno è ubicato lo Snaefell che con i suoi 620 metri è la montagna più alta dell'isola di Man.